# Кабія
Кабія (ісп. Cabia) — муніципалітет в Іспанії, у складі автономної спільноти Кастилія-і-Леон, у провінції Бургос. Населення — 286 осіб (2010).
Муніципалітет розташований на відстані близько 210 км на північ від Мадрида, 15 км на південний захід від Бургоса.

## Демографія
Динаміка населення (INE ):